# Liste der Bodendenkmale in Schöneck/Vogtl.
In der Liste der Bodendenkmale in Schöneck/Vogtl. sind die Bodendenkmale der Stadt Schöneck/Vogtl. und ihrer Ortsteile nach dem Stand der Auflistung von Volkmar Geupel aus dem Jahr 1983 aufgelistet. Eventuelle Änderungen und Ergänzungen, insbesondere aus der Zeit nach der Wende, sind nicht berücksichtigt, da für Sachsen aktuell keine neueren allgemein zugänglichen Bodendenkmallisten vorliegen. Die Baudenkmale sind in der Liste der Kulturdenkmale in Schöneck/Vogtl. aufgeführt.
| Denkmal-ID | Fundart            | Ortsteil | Bezeichnung                               | Zeitstellung    | Lage                                                                                | Bemerkungen                                                                                                 | Bild |
| ---------- | ------------------ | -------- | ----------------------------------------- | --------------- | ----------------------------------------------------------------------------------- | --- | ---- |
| ?          | Befestigung > Burg | Schöneck | Wehranlage „Alter Söll“                   | Mittelalter     | Ortsmitte                                                                           | Höhenburg in Gipfellage, Ruine 1580 teilweise und 1765 vollständig abgetragen, Schutz seit 3. Dezember 1970 |      |
| ?          | besonderer Stein   | Schöneck | Steinkreuzstumpf „Pfeerkopp“, „Pfeerkopf“ | Spätmittelalter | südsüdwestlich des Orts am Abzweig des Wirtschaftswegs von der Straße nach Eschbach | stark verstümmelt, Schutz seit 16. September 1963                                                           |      |